# Anchomanes
Anchomanes là một chi thực vật có hoa trong họ Ráy

## Hình ảnh

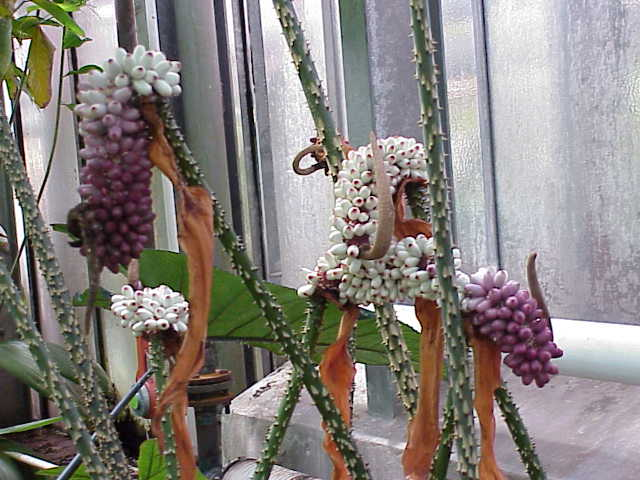
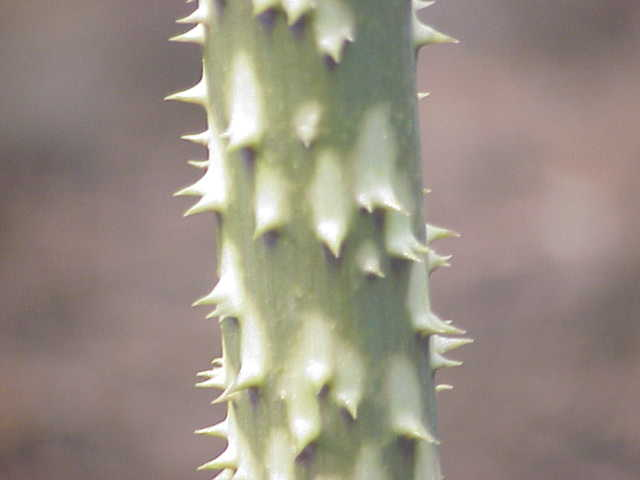
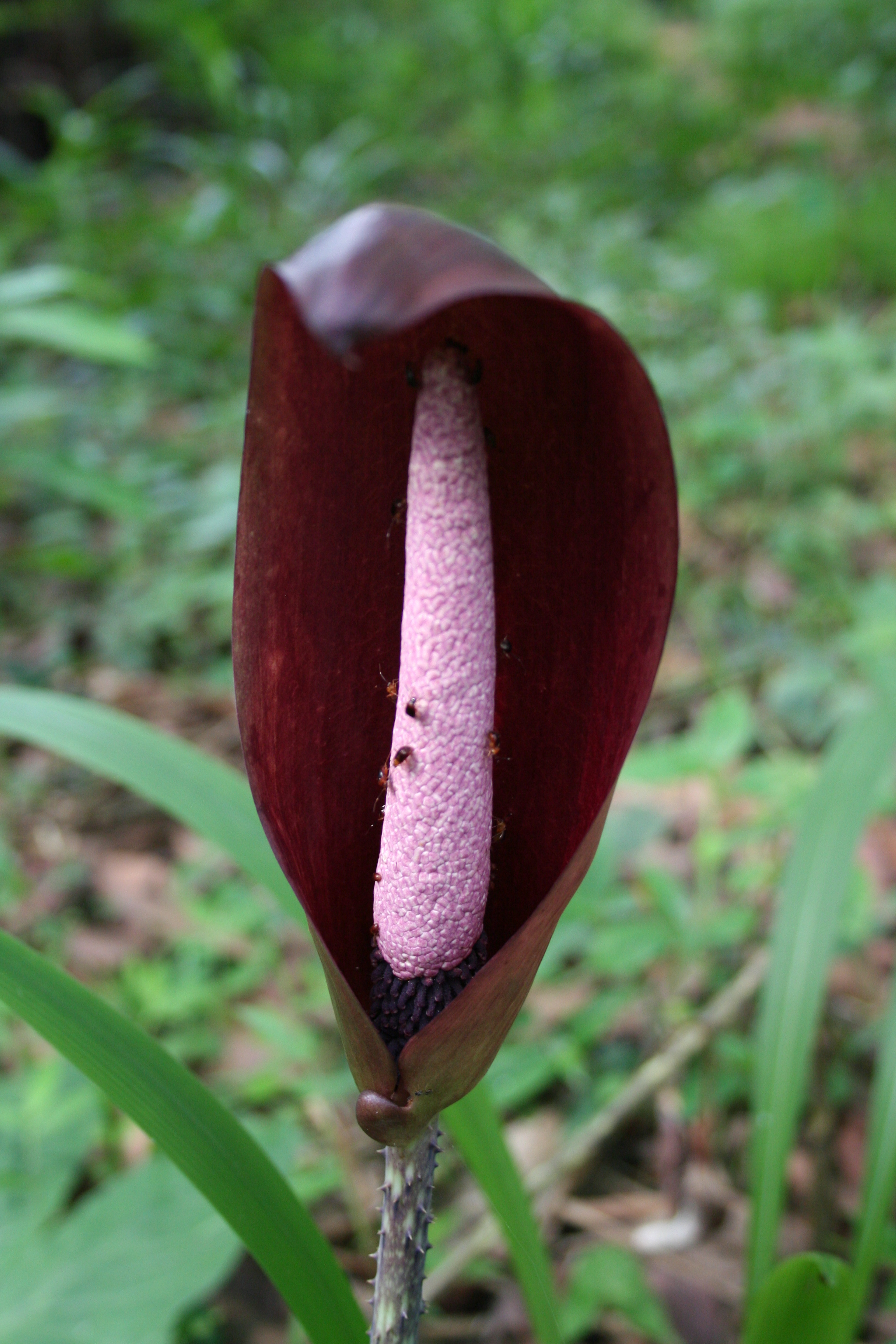
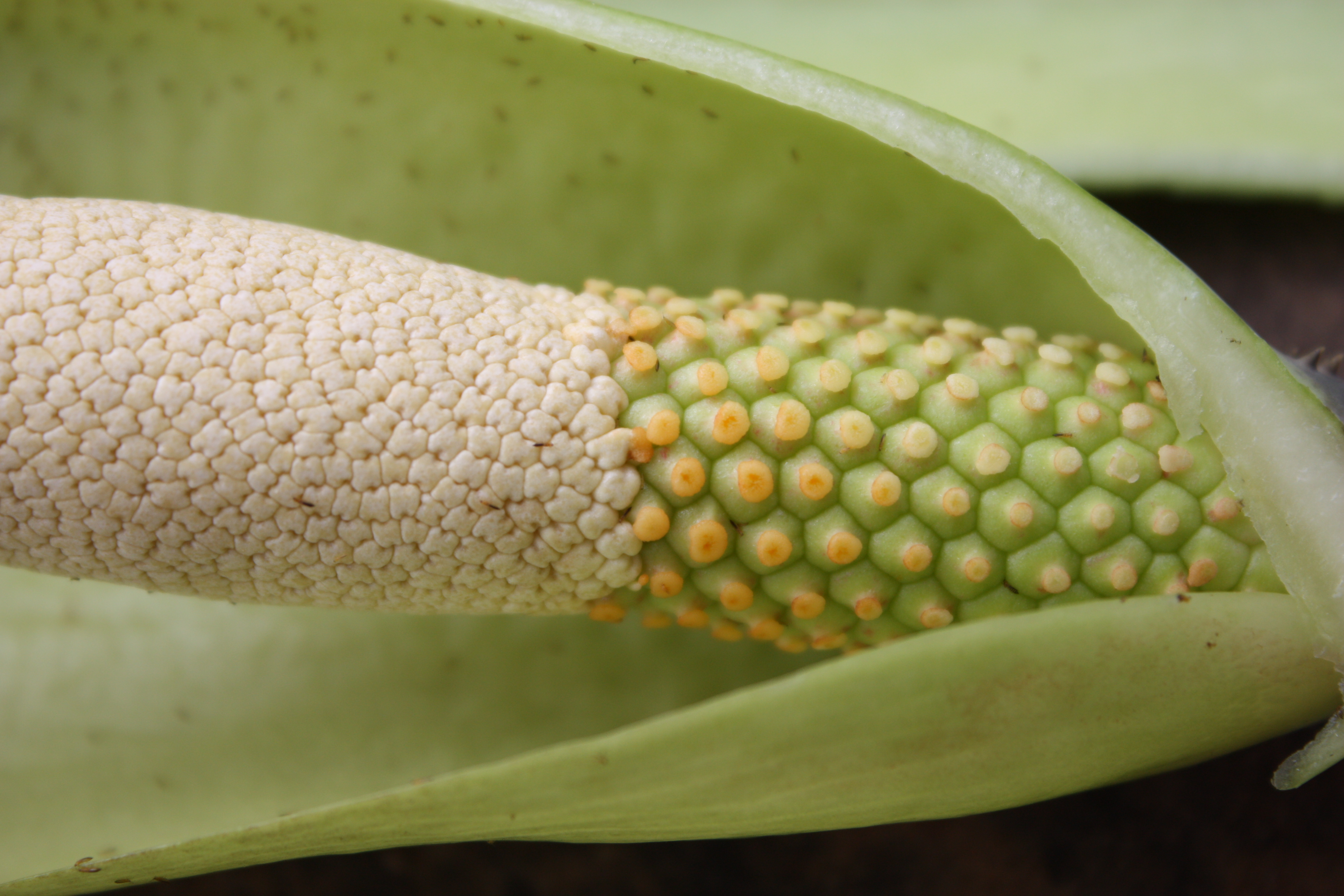

## Loài tuyển chọn
- Anchomanes difformis
- Anchomanes giganteus
- Anchomanes welwitschii